# Dorothy Nelkin
Dorothy Wolfers Nelkin (* 30. Juli 1933 in Boston; † 28. Mai 2003 in New York City) war eine US-amerikanische Soziologin, die auf dem Gebiet der Science and Technology Studies arbeitete.

## Leben
Dorothy Nelkin wuchs in Brookline, Massachusetts auf.
1954 schloss sie ihr Studium der Philosophie mit dem Bachelor-Grad an der Cornell University ab und zog sich anschließend in das Privatleben zurück. 1963 kehrte sie an die Cornell University zurück und machte eine akademische Karriere, obwohl sie außer dem Bachelor keinen weiteren akademischen Grad erwarb. Sie lehrte und forschte an der Cornell University bis 1990 und wechselte dann an die School of Law der New York University.
Sie war wissenschaftliche sehr produktiv und war Autorin bzw. Koautorin von 26 Büchern sowie von mehr als 200 Beiträgen in Fachzeitschriften in einem breiten Themenspektrum der Wissenschaftsforschung, darunter Genetik, Biotechnologie, Kernenergie, technologische Risiken, Rolle von Frauen in der Wissenschaft sowie Wissenschaft und Öffentlichkeit.
1984 war sie Guggenheim-Stipendiatin. 1988 wurde sie mit dem John Desmond Bernal Prize der Society for Social Studies of Science ausgezeichnet. Sie war Gründungsmitglied dieser Gesellschaft und von 1978 bis 1979 deren Präsidentin. Sie war Mitglied zahlreicher staatlicher und nichtstaatlicher Beratungsgremien und wissenschaftlicher Redaktionen.
Sie starb im Alter von 69 Jahren an Krebs.
Sie war mit dem theoretischen Physiker Mark Nelkin verheiratet, der ebenfalls Professor an der Cornell University war.

## Werke (Auswahl)

### In Zeitschriften und Monographien
- Dorothy Nelkin: The political impact of technical expertise. In: Social Studies of Science. Band 5, Nr. 1, 1975, S. 35–54, doi:10.1177/030631277500500103.
- Dorothy Nelkin: Nuclear power as a feminist issue. In: Environment: Science and Policy for Sustainable Development. Band 23, Nr. 1, 1981, S. 14–39, doi:10.1080/00139157.1981.9940928.
- Dorothy Nelkin: Communicating technological risk: The social construction of risk perception. In: Annu. Rev. Public Health. Band 10, 1989, S. 95–113.
- Dorothy Nelkin: AIDS and the new media. In: Milbank Quarterly. Band 69, Nr. 2, 1991, S. 293 307, doi:10.2307/3350206.
- Dorothy Nelkin: Science Controversies: The Dynamics of Public Disputes in the United States. In: Sheila Jasanoff et al. (Hrsg.): Handbook of Science and Technology Studies. SAGE Publications, 1995, ISBN 978-0-7619-2498-2, Kap. 19, S. 444–456, doi:10.4135/9781412990127.n19.
- Dorothy Nelkin, Lori Andrews: DNA identification and surveillance creep. In: Sociology of Health & Illness. Band 21, Nr. 5, 1999, S. 689–706.
- Dorothy Nelkin: Molecular metaphors: the gene in popular discourse. In: Nature Reviews, Genetics. Band 2, Juli, 2001, S. 555–559.
- Dorothy Nelkin: A brief history of the political work of genetics. In: Jurimetrics. Band 42, 2002, S. 121–132.

### Bücher
- Dorothy Nelkin (Hrsg.): Controversy: Politics of Technical Decisions. SAGE Publications, 1979, ISBN 978-0-8039-1210-6, S. 320.
- Dorothy Nelkin: Selling Science: How the Press Covers Science and Technology. W.H. Freeman, 1987, ISBN 978-0-7167-1988-5, S. 224.
- Dorothy Nelkin, Laurence Tancredi: Dangerous Diagnostics: The Social Power of Biological Information. 2. Auflage. The University of Chicago Press, Chicago, London 1994, ISBN 0-226-57129-7.
- Dorothy Nelkin, M. Susan Lindee: The DNA Mystique: The Gene as a Cultural Icon. W.H. Freeman, New York 1995, S. 276.
- Lori Andrews, Dorothy Nelkin: Body Bazaar: The Market of Human Tissue in the Biotechnology Age. Crown, New York 2001, ISBN 978-0-609-60540-0, S. 256.